# Теранда
Теранда (лат. Theranda) је било античко римско насеље у Горњој Мезији. Као и за многа друга римска и предримска насеља, за Теранду није утврђен тачан локалитет.
Идеја о постојању Теранде потиче од Појтингерове табле, на којој се налази списак станица, на путу између Ниша и Љеша, односно Наисуса (лат. Naissus) и Лисуса (лат. Lissus), који је делом пролазио кроз Косово и Метохију. Дужина пута износила је око 315 km (211 римских миља). Насеља су била исписана следећим редоследом:
| „ | Naisso XIV Ad Herculem VI Hammeo XX Ad Fines XX Vindenis XIX Viciano XXV Theranda XXX Gabuleo XVII Creveni XXX Ad Picaria XXX Lissum | ” |

где римски бројеви означавају међусобно растојање између насеља, изражено у миљама, по којој је Теранда 104 миље, односно 154 km удаљена од Нисуса.
Теранду, односно термин лат. Thermidava помиње Птоломеј у 2. веку, у свом делу „Географија“. У 5. веку помиње га под именом „Петризен“ Прокопије из Цезареје у свом делу „О грађанима“ (лат. De Aedificiis), као недавно обновљен град. Теранда се помиње и у делима која говоре о Јустинијани Прими, што није научно потврђено.
Крајем 19. и почетком 20. века дошло је до покушаја да се утврде локације многих насеља на путу између Наисуса и Лисуса . Првобитно је Константин Јиричек претпоставио да се налазио на месту данашњег града Призрена.
Каснијим археолошким истраживањима је утврђено да се у Призрену не налазе римске насеобине, па су аутори као Емил Чершков и Конрад Милер сматрали да убикацију треба тражити око Суве Реке или Љубижде, у долини реке Мируше, недалеко од Призрена, где су трагови римског насеља археолошки потврђени. С друге стране, Иван Степанович Јастребов, сматрао је да је Теранда могла постојати на простору данашње Теражде, као словенска насеобина из предримског периода и да су од Теражде водила два пута до јадранске обале. Један је био на релацији Теранда (Теражда) - Новаке - Гиљанце – Селогражде – Греховце – Мушутиште - Царевац – Сиринићка жупа - Качаник, а други на релацији Теранда (Теражда) – Новаке - Трње - Широко - Речане код Суве Реке – превој Дуље - Штимље – Липљан.